# Ỷ La
Ỷ La là một phường thuộc thành phố Tuyên Quang, tỉnh Tuyên Quang, Việt Nam.

## Địa lý
Phường Ỷ La có vị trí địa lý:
- Phía đông giáp phường Hưng Thành và phường Phan Thiết
- Phía tây giáp huyện Yên Sơn
- Phía nam giáp xã Kim Phú
- Phía bắc giáp phường Tân Hà.

Phường Ỷ La có diện tích 3,90 km², dân số năm 2022 là 6.294 người, mật độ dân số đạt 1.613 người/km².
Tuyến đường tránh thành phố Tuyên Quang nối giữa Quốc lộ 2 và Quốc lộ 37 cũng đi qua địa bàn phường Ỷ La.

## Hành chính
Phường Ỷ La được chia thành 9 tổ dân phố: 1, 2, 3, 4, 5, 6, 7, 8, 9.

## Lịch sử
Ngày 26 tháng 7 năm 1968, Hội đồng Chính phủ ban hành Quyết định số 119-CP về việc chuyển xã Ỷ La thuộc huyện Yên Sơn về thị xã Tuyên Quang quản lý.
Ngày 3 tháng 9 năm 2008, Chính phủ ban hành Nghị định số 99/2008/NĐ-CP về việc:
- Thành lập phường Tân Hà thuộc thị xã Tuyên Quang trên cơ sở điều chỉnh 524 ha diện tích tự nhiên và 8.525 nhân khẩu của xã Ỷ La.
- Thành lập phường Ỷ La thuộc thị xã Tuyên Quang trên cơ sở toàn bộ 350,31 ha diện tích tự nhiên và 3.921 nhân khẩu còn lại của xã Ỷ La.

Ngày 2 tháng 7 năm 2010, Chính phủ ban hành Nghị quyết số 27/NQ-CP về việc thành lập thành phố Tuyên Quang thuộc tỉnh Tuyên Quang. Phường Ỷ La trực thuộc thành phố Tuyên Quang.
Tính đến ngày 31 tháng 12 năm 2010, phường Ỷ La có 13 tổ dân phố: 1, 2, 3, 4, 5, 6, 7, 8, 9, 10, 11, 12, 13.
Ngày 19 tháng 3 năm 2019, HĐND tỉnh Tuyên Quang ban hành Nghị quyết 02/NQ-HĐND về việc: 
- Sáp nhập tổ dân phố 2 vào tổ dân phố 1.
- Thành lập tổ dân phố 2 trên cơ sở tổ dân phố 3 và tổ dân phố 5.
- Thành lập tổ dân phố 3 trên cơ sở tổ dân phố 6.
- Thành lập tổ dân phố 4 trên cơ sở tổ dân phố 7.
- Thành lập tổ dân phố 5 trên cơ sở tổ dân phố 10.
- Thành lập tổ dân phố 6 trên cơ sở tổ dân phố 9 và tổ dân phố 11.
- Thành lập tổ dân phố 7 trên cơ sở tổ dân phố 4 và tổ dân phố 8.
- Thành lập tổ dân phố 8 trên cơ sở tổ dân phố 12.
- Thành lập tổ dân phố 9 trên cơ sở tổ dân phố 13.

Phường Ỷ La có 9 tổ dân phố: 1, 2, 3, 4, 5, 6, 7, 8, 9.